# 標準参照法
標準参照法（ひょうじゅんさんしょうほう、SRM; Standard Reference Method）は、ビールや麦芽の粒の色度数の単位のこと。SRMの度合いを数値で表すために分光測光法を使う必要がある。
SRMの数値は、0.5インチのセルを通して測定された430ナノメートルの波長の吸光度の10倍と定義されている。430ナノメートルの波長は藍色の光に対応している。これは、ビールごとの違いが最も顕著に現れる波長である。
この規格は、ロビボンド法では困難だった客観的な色の測定を打破するために1950年に米国醸造化学者学会によって採用された。SRM値とロビボンド値でのビールの色の測定はほぼ等しく、実際ビールの色の強さを測定する際にも互換性を持って用いることができる。
SRMの数値とEBC（European Brewery Convention）規格の換算は以下のように行う。
{\displaystyle {\mbox{EBC}}={\mbox{SRM}}\times 1.97}
{\displaystyle {\mbox{SRM}}={\mbox{EBC}}\times 0.508}
大雑把に言えば、EBC値はSRM値の約2倍である。
以前のEBCの色は、2台のシステム間での直接変換がまったくできなかった530ナノメートルでの吸光度に基づいていたという点に注意。ただし、直線的な吸光度スペクトルの対数を{\displaystyle H_{L}}と仮定するならば（Linner Hue Indexとして知られているキャラメル色領域でのLinnerの仮説）、次の関係式が成り立つ。
{\displaystyle A_{430}=A_{530}\times 10^{H_{L}/10}}
古いEBC色の値とSRM値の間で変換を行うための変換式は時々文献に掲載されているが、それには不備があるので、もはや測定の基準として使うべきではない。

## SRMの一覧表
| SRM/Lovibond | 例                     | ビールの色 | EBC |
| ------------ | ---------------------- | ---------- | --- |
| 2            | ペールラガー           |            | 4   |
| 3            | ジャーマンピルスナー   |            | 6   |
| 4            | ピルスナー・ウルケル   |            | 8   |
| 6            |                        |            | 12  |
| 8            | ヴァイスビア           |            | 16  |
| 10           | バス・ペールエール     |            | 20  |
| 13           |                        |            | 26  |
| 17           | ダークラガー           |            | 33  |
| 20           |                        |            | 39  |
| 24           |                        |            | 47  |
| 29           | ポーター               |            | 57  |
| 35           | スタウト               |            | 69  |
| 40           |                        |            | 79  |
| 70           | インペリアル・スタウト |            | 138 |

## References
1. ↑  R T Linner, "Caramel color: a new method of determining its color hue and tinctorial power." Proceedings of the Society of Soft Drink Technologists Annual Meeting, 1970, p 63-72.